# Dance Passion
Dance Passion The Remix Album è un album discografico del duo pop svedese Roxette, pubblicato nel 1987 dall'etichetta discografica EMI.

## Il disco
Dance Passion' The Remix Album è un EP del duo pop svedese Roxette, pubblicato esclusivamente in vinile e raccoglie i remix di alcuni brani del primo album Pearls of Passion.

## Tracce

### LP
Lato A
1. I Call Your Name (Kaj Erixon remix) – 5:13
2. Soul Deep (Kaj Erixon remix) – 5:17
3. Like Lovers Do (Kaj Erixon remix) – 5:05
4. Neverending Love (René Hedemyr remix) – 4:31

Lato B
1. Goodbye to You (Kaj Erixon remix) – 6:00
2. Secrets That She Keeps (Alar Suurna remix) – 6:16
3. Joy of a Toy (Kaj Erixon remix) – 5:18